# Richard Alan Searfoss
Richard Alan Searfoss (Mount Clemens, Michigan, 1956. június 5. – Bear Valley Springs, Kalifornia, 2018. szeptember 29.) amerikai pilóta, űrhajós, ezredes.

## Életpálya
1978-ban a Haditengerészeti Akadémián (USAF Academy) repülőmérnöki oklevelet szerzett. 1979-ben a California Institute of Technology keretében megvédte diplomáját. 1980-ban kapott repülőgép vezetői jogosítványt. Szolgálati repülőgépe F–111A volt. 1981-1984 között Angliában teljesített szolgálatot. 1984-1987 között oktató pilóta, fegyverzeti tiszt. 1988-ban tesztpilóta kiképzésben részesült, majd tesztpilóta oktatóként tevékenykedett. Több mint 6000 repült, több mint 77 különböző repülőgép változatot vezetett, tesztelt.
1990. január 17-től a Lyndon B. Johnson Űrközpontban részesült űrhajóskiképzésben. Az Űrhajózási Iroda megbízásából az űrrepülőgép technikai felkészítéséért, szállításáért felelt. Három űrszolgálata alatt összesen 39 napot, 3 órát és 18 percet (939 óra) töltött a világűrben. Űrhajós pályafutását 1998. december 31-én fejezte be. 2003-ig a Dryden Flight Research Center tesztpilótája.

## Űrrepülések
- STS–58, a Columbia űrrepülőgép 15. repülésének pilótája. A  mikrogravitációs laboratórium segítségével a legénység biológiai, orvosi, élettani és anyagtudományi kísérleteket hajtott végre. Több technikai és egyéb, meghatározott kutatási, kísérleti programot végeztek. Szolgálatukkal az egyik legsikeresebb missziót hajtották végre. Egy űrszolgálata alatt összesen 14 napot, 00 órát és 12 percet (336 óra) töltött a világűrben. 9 400 000 kilométert (5 800 000 mérföldet) repült, 225-ször kerülte meg a Földet.
- STS–76, a Atlantis űrrepülőgép 16. repülésének pilótája. A harmadik dokkoló küldetés a Mir űrállomással. Hosszútávú szolgálatra érkezett űrhajós Shannon Lucid, valamint 2200 kilogramm életfeltételi (víz, élelmiszer) árút, technikai felszerelést szállítottak. Visszafelé 1100  kilogramm hulladékot hoztak. Az első iskolai oktatás az űrállomásról. Harmadik űrszolgálata alatt összesen 9 napot, 5 órát és 16 percet (221 óra) töltött a világűrben. Hatórás űrsétája alatt űrhajója dokkolt az űrállomással. 6 100 000 kilométert (3 800 000 mérföldet) repült, 145 alkalommal kerülte meg a Földet.
- STS–90, a Columbia űrrepülőgép 25. repülésének parancsnoka. A Spacelab mikrogravitációs laboratóriumban hat űrügynökség és hét amerikai kutató intézet által összeállított kutatási, kísérleti és anyagelőállítási küldetését végezték. Kilenc ország 31 programját teljesítették. A legénység 12 órás váltásokban végezte feladatát. Egy űrszolgálata alatt összesen 15 napot, 21 órát és 50 percet (382 óra) töltött a világűrben. 10 000 000 kilométert (6 200 000 mérföldet) repült, 256 alkalommal kerülte meg a Földet.